# Grand Prix automobile d'Utah 2006
Le Grand Prix automobile d'Utah 2006, disputé sur le 15 juillet 2006 sur le Miller Motorsports Park est la cinquième course de l'American Le Mans Series 2006.

## Course

### Classement de la course
Classement final de la course (vainqueurs de catégorie en gras),, :
| Pos.   | Catégorie | N°  | Écurie                                      | Pilotes                            | Châssis                          | Pneus | Tours/Abandon |
| Pos.   | Catégorie | N°  | Écurie                                      | Pilotes                            | Moteur                           | Pneus | Tours/Abandon |
| ------ | --------- | --- | ------------------------------------------- | ---------------------------------- | -------------------------------- | ----- | ------------- |
| 1      | LMP1      | 1   | Audi Sport North America                    | Frank Biela Emanuele Pirro         | Audi R10 TDI                     | M     | 65            |
| 1      | LMP1      | 1   | Audi Sport North America                    | Frank Biela Emanuele Pirro         | Audi TDI 5.5L Turbo V12 (Diesel) | M     | 65            |
| 2      | LMP2      | 6   | Penske Racing                               | Sascha Maassen Lucas Luhr          | Porsche RS Spyder                | M     | 65            |
| 2      | LMP2      | 6   | Penske Racing                               | Sascha Maassen Lucas Luhr          | Porsche MR6 3.4L V8              | M     | 65            |
| 3      | LMP1      | 16  | Dyson Racing                                | James Weaver Butch Leitzinger      | Lola B06/10                      | M     | 65            |
| 3      | LMP1      | 16  | Dyson Racing                                | James Weaver Butch Leitzinger      | AER P32T 3.6L Turbo V8           | M     | 65            |
| 4      | LMP1      | 2   | Audi Sport North America                    | Rinaldo Capello Allan McNish       | Audi R10 TDI                     | M     | 65            |
| 4      | LMP1      | 2   | Audi Sport North America                    | Rinaldo Capello Allan McNish       | Audi TDI 5.5L Turbo V12 (Diesel) | M     | 65            |
| 5      | LMP1      | 20  | Dyson Racing                                | Chris Dyson Guy Smith              | Lola B06/10                      | M     | 64            |
| 5      | LMP1      | 20  | Dyson Racing                                | Chris Dyson Guy Smith              | AER P32T 3.6L Turbo V8           | M     | 64            |
| 6      | LMP1      | 9   | Highcroft Racing                            | Duncan Dayton Andy Wallace         | MG-Lola EX257                    | D     | 62            |
| 6      | LMP1      | 9   | Highcroft Racing                            | Duncan Dayton Andy Wallace         | AER P07 2.0L Turbo I4            | D     | 62            |
| 7      | GT1       | 007 | Aston Martin Racing                         | Darren Turner Tomáš Enge           | Aston Martin DBR9                | P     | 62            |
| 7      | GT1       | 007 | Aston Martin Racing                         | Darren Turner Tomáš Enge           | Aston Martin 6.0L V12            | P     | 62            |
| 8      | GT1       | 009 | Aston Martin Racing                         | Stéphane Sarrazin Andrea Piccini   | Aston Martin DBR9                | P     | 61            |
| 8      | GT1       | 009 | Aston Martin Racing                         | Stéphane Sarrazin Andrea Piccini   | Aston Martin 6.0L V12            | P     | 61            |
| 9      | LMP2      | 37  | Intersport Racing                           | Clint Field Liz Halliday           | Lola B05/40                      | G     | 61            |
| 9      | LMP2      | 37  | Intersport Racing                           | Clint Field Liz Halliday           | AER P07 2.0L Turbo I4            | G     | 61            |
| 10     | GT1       | 3   | Corvette Racing                             | Ron Fellows Johnny O'Connell       | Chevrolet Corvette C6.R          | M     | 61            |
| 10     | GT1       | 3   | Corvette Racing                             | Ron Fellows Johnny O'Connell       | Chevrolet 7.0L V8                | M     | 61            |
| 11     | GT1       | 4   | Corvette Racing                             | Oliver Gavin Olivier Beretta       | Chevrolet Corvette C6.R          | M     | 61            |
| 11     | GT1       | 4   | Corvette Racing                             | Oliver Gavin Olivier Beretta       | Chevrolet 7.0L V8                | M     | 61            |
| 12     | GT2       | 62  | Risi Competizione                           | Jaime Melo Mika Salo               | Ferrari F430 GTC                 | M     | 59            |
| 12     | GT2       | 62  | Risi Competizione                           | Jaime Melo Mika Salo               | Ferrari 4.0L V8                  | M     | 59            |
| 13     | GT2       | 31  | Petersen Motorsports White Lightning Racing | Patrick Long Jörg Bergmeister      | Porsche 911 GT3-RSR              | M     | 59            |
| 13     | GT2       | 31  | Petersen Motorsports White Lightning Racing | Patrick Long Jörg Bergmeister      | Porsche 3.6L Flat-6              | M     | 59            |
| 14     | GT2       | 45  | Flying Lizard Motorsports                   | Johannes van Overbeek Wolf Henzler | Porsche 911 GT3-RSR              | M     | 59            |
| 14     | GT2       | 45  | Flying Lizard Motorsports                   | Johannes van Overbeek Wolf Henzler | Porsche 3.6L Flat-6              | M     | 59            |
| 15     | GT2       | 23  | Alex Job Racing                             | Mike Rockenfeller Klaus Graf       | Porsche 911 GT3-RSR              | M     | 59            |
| 15     | GT2       | 23  | Alex Job Racing                             | Mike Rockenfeller Klaus Graf       | Porsche 3.6L Flat-6              | M     | 59            |
| 16     | LMP2      | 7   | Penske Racing                               | Romain Dumas Timo Bernhard         | Porsche RS Spyder                | M     | 58            |
| 16     | LMP2      | 7   | Penske Racing                               | Romain Dumas Timo Bernhard         | Porsche MR6 3.4L V8              | M     | 58            |
| 17     | GT2       | 50  | Multimatic Motorsports Team Panoz           | Scott Maxwell David Brabham        | Panoz Esperante GT-LM            | P     | 58            |
| 17     | GT2       | 50  | Multimatic Motorsports Team Panoz           | Scott Maxwell David Brabham        | Ford (Elan) 5.0L V8              | P     | 58            |
| 18     | GT2       | 21  | BMW Team PTG                                | Bill Auberlen Joey Hand            | BMW M3                           | Y     | 58            |
| 18     | GT2       | 21  | BMW Team PTG                                | Bill Auberlen Joey Hand            | BMW 3.2L I6                      | Y     | 58            |
| 19     | GT2       | 51  | Multimatic Motorsports Team Panoz           | Gunnar Jeannette Tommy Milner      | Panoz Esperante GT-LM            | P     | 58            |
| 19     | GT2       | 51  | Multimatic Motorsports Team Panoz           | Gunnar Jeannette Tommy Milner      | Ford (Elan) 5.0L V8              | P     | 58            |
| 20     | GT2       | 44  | Flying Lizard Motorsports                   | Seth Neiman Darren Law             | Porsche 911 GT3-RSR              | M     | 57            |
| 20     | GT2       | 44  | Flying Lizard Motorsports                   | Seth Neiman Darren Law             | Porsche 3.6L Flat-6              | M     | 57            |
| 21     | GT2       | 22  | BMW Team PTG                                | Justin Marks Bryan Sellers         | BMW M3                           | Y     | 56            |
| 21     | GT2       | 22  | BMW Team PTG                                | Justin Marks Bryan Sellers         | BMW 3.2L I6                      | Y     | 56            |
| 22 DNF | LMP1      | 12  | Autocon Motorsports                         | Bryan Willman Mike Lewis           | MG-Lola EX257                    | D     | 47            |
| 22 DNF | LMP1      | 12  | Autocon Motorsports                         | Bryan Willman Mike Lewis           | AER P07 2.0L Turbo L4            | D     | 47            |